# Браничево (лист из 1875)
Лист „Браничево” је први лист који је штампан и издат у Пожаревцу. Лист је изашао у мају 1875. године, а издавач и одговорни уредник био је Светилсав В. Минић. Под притиском полицијских и судских забрана, лист је после три месеца угашен. 

## Настанак
Почетком 1875. године, штампар Светислав Минић пренео је своју штампарију из Београда у Пожаревац. Након смрти Светозара Марковића, његови пожаревачки пријатељи су ради ширења његових идеја покренули лист за политику, економију и право под именом „Браничево”. У то време, у унутрашњости Србије новине су имали само Свилајнац (лист „Ресавски поштоноша” из 1871. године) и Крагујевац (лист „Јавност” из 1873. године). Први број је изашао маја 1875. године.

## Реакције
Лист „Исток” из Вршца је писао да су се око „Браничева” окупили комунци који хоће да униште веру, да потру народност, да униште брак и фамилију, да униште сопственост и све установе које држе постојеће друштво. 
Београдски лист „Видовдан” је 21. маја 1875. године јавио да је растурање броја 2 листа „Браничево” власт забранила. 
Мађарски раднички лист „Arbeiter-Wochen-Chronik” је писао о даљим забранама које су уследиле за лист „Браничево”. 

## Забране
Прва забрана листа Браничево ступила је након растурања другог броја овог листа. Поводом забране броја 17, Светислав Минић је упутио телеграфску жалбу Министарству унутрашњих дела. Тврдио је да забрана није по закону јер није изречена за један сат након предаје броја полицији (по тадашњем члану 6 Закона о печатњи), као и да у листу нема ничег кажњивог. Истог дана, Окружни суд у Пожаревцу је потврдио решење о забрани листа и повео поступак против одговорног уредника. Наредни број је такође био забрањен, а након три месеца лист је био у потпуности угашен. 
Његови покретачи су покушали да наставе излажење листа под именом „Ново Браничево”, али власт то није одобрила. Ниједан број првог пожаревачког листа није сачуван.